# Toplița
Toplița (maďarsky Maroshévíz, německy Töplitz) je město v Rumunsku v župě Harghita. Nachází se v Sedmihradsku u břehu řeky Mureș, asi 90 km severozápadně od města Miercurea Ciuc, 190 km severozápadně od Brašova a asi 357 km severozápadně od Bukurešti. V roce 2011 žilo ve městě 13 929 obyvatel.
Součástí města je také osm vesnic: Călimănel, Luncani, Măgheruș, Moglănești, Secu, Vâgani, Vale a Zencani. Většinu obyvatelstva (68,49 %) tvoří Rumuni, žije zde ale také výrazná maďarská menšina (22,11 % obyvatelstva), tvořená zejména Sikuly. Status města má Toplița od roku 1952.